# Bossiaeeae
Bossiaeeae je tribus (seskupení rodů) čeledi bobovité dvouděložných rostlin. Zahrnuje asi 72 druhů v 6 rodech a je rozšířen výhradně v Austrálii a na Tasmánii. Zástupci mají nejčastěji žluté motýlovité květy s červenou nebo hnědou kresbou a jednolisté nebo složené listy. Některé druhy mají listy nahrazeny plochými zelenými stonky. Druhy s nápadnými květy jsou pěstovány jako okrasné rostliny.

## Popis
Zástupci tribu Bossiaeeae jsou vytrvalé byliny, polokeře a keře s jednolistými, trojčetnými nebo lichozpeřenými listy. Listy jsou střídavé nebo výjimečně vstřícné. Rostliny mohou mít trny nebo ostny. Některé druhy rodu pasera (Bossiaea) mají zploštělé stonky a mohou být i bezlisté. Kalich je zakončen 5 zuby. Koruna je motýlovitá, nejčastěji žlutá s červenou, hnědou nebo šedavou kresbou. Tyčinky jsou většinou všechny srostlé. Lusky jsou více či méně zploštělé. Semena se vyznačují charakteristicky tvarovaným, laločnatým míškem.

## Rozšíření
Tribus Bossiaeeae zahrnuje 6 rodů a asi 72 druhů. Největší rod je pasera (Bossiaea, 60 druhů).
Svým rozšířením je tribus omezen výhradně na Austrálii a Tasmánii.
Nejvíce druhů se vyskytuje v jihozápadní a jihovýchodní Austrálii, v mírných až subtropických, spíše vlhčích oblastech. Některé druhy rodů Bossiaea a Goodia však rostou i v suchých oblastech.

## Zástupci
- pasera (Bossiaea)
- plocholusk (Platylobium)[4]

## Význam
Některé druhy rodu Bossiaea a Goodia jsou jedovaté pro dobytek. Různé druhy rodů plocholusk (Platylobium), pasera (Bossiaea) a Goodia jsou pěstovány jako okrasné rostliny.

## Přehled rodů
Aenictophyton, Bossiaea, Goodia, Muelleranthus, Platylobium, Ptychosema